# ベラスト・ガブリエラ
ベラスト・ガブリエラ（Verrasztó Gabriella、1961年10月25日 - ）は、ハンガリー・ブダペスト出身の元女子競泳選手。
現役時代は背泳ぎを専門としていた1976年モントリオールオリンピックのハンガリー代表。オリンピックでは決勝に進出することはできなかったが、世界選手権では1975年カリ大会の100m背泳ぎで7位、1978年西ベルリン大会の200m背泳ぎで8位、ヨーロッパ選手権では1977年ヨンショーピング大会の200m背泳ぎで7位入賞を果たした。
兄のベラスト・ゾルターンは元世界トップレベルの競泳選手。200m背泳ぎでは1980年モスクワオリンピックの銀メダリストであり、1975年世界選手権と1977年ヨーロッパ選手権の金メダリスト。400m個人メドレーでは1980年モスクワオリンピックの銅メダリストであり、元世界記録保持者。

## 主要国際大会の成績
世界水泳連盟のウェブサイトなど参照
| 年             | 大会             | 場所             | 種目             | 結果           | 記録           | 備考           |
| ハンガリー代表 | ハンガリー代表   | ハンガリー代表   | ハンガリー代表   | ハンガリー代表 | ハンガリー代表 | ハンガリー代表 |
| -------------- | ---------------- | ---------------- | ---------------- | -------------- | -------------- | -------------- |
| 1975           | 世界選手権       | カリ             | 100m背泳ぎ       | 7位            | 1分07秒30      |                |
| 1975           | 世界選手権       | カリ             | 200m背泳ぎ       | 予選13位       | 2分26秒81      |                |
| 1976           | オリンピック     | モントリオール   | 100m背泳ぎ       | 予選17位       | 1分06秒27      |                |
| 1976           | オリンピック     | モントリオール   | 200m背泳ぎ       | 予選16位       | 2分23秒36      |                |
| 1977           | ヨーロッパ選手権 | ヨンショーピング | 200m背泳ぎ       | 7位            | 2分21秒49      |                |
| 1978           | 世界選手権       | 西ベルリン       | 100m背泳ぎ       | 予選10位       | 1分05秒02      |                |
| 1978           | 世界選手権       | 西ベルリン       | 200m背泳ぎ       | 8位            | 2分19秒63      |                |
| 1978           | 世界選手権       | 西ベルリン       | 200m個人メドレー | 予選12位       | 2分22秒44      |                |